# BMW R11
La BMW R11 è una motocicletta da strada prodotta dalla casa tedesca BMW dal 1929 al 1934.

## La tecnica

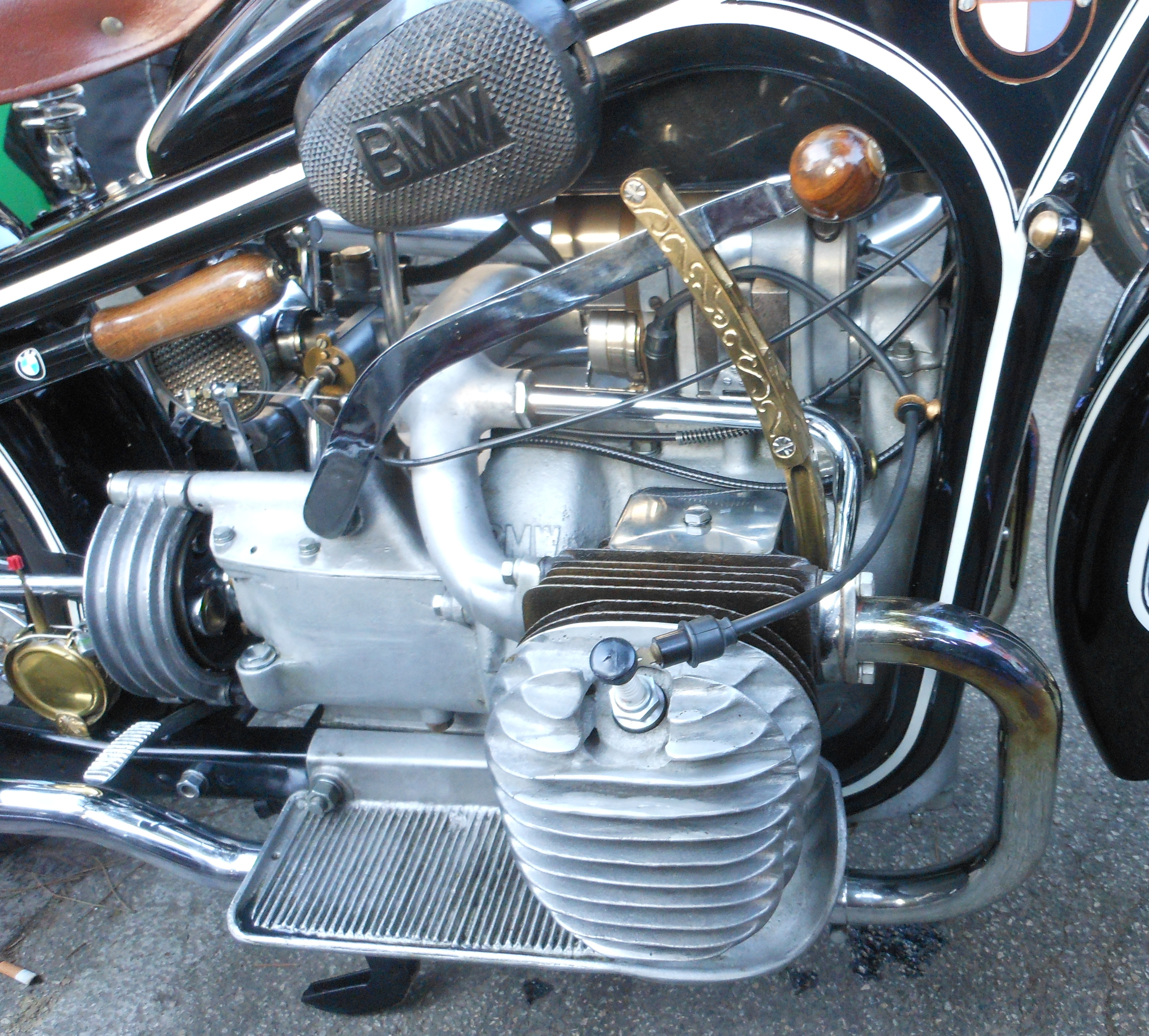
Particolare del motore e della leva del cambio, 1ª serie

Rispetto ai precedenti modelli, la R11 era dotata di un inedito telaio a doppia culla in acciaio stampato 
Il motore era un boxer da 745 cm³ a valvole laterali, alimentato da un carburatore BMW Spezial.
La potenza di 18 CV garantiva una velocità massima di 95-100 km/h.
Sull'avantreno era presente una sospensione a balestra a 9 lame ed un freno a tamburo da 200 mm, mentre il retrotreno ero privo di sospensione ed il freno posteriore, costituito da ganasce da 37 mm, agiva direttamente sul cardano. La frizione era monodisco a secco.

## Evoluzione e produzione
Introdotta nel 1929, la R11 fu prodotta in cinque serie. Sebbene ogni versione successiva apportasse qualche miglioramento, le maggiori novità furono introdotte sulla terza serie, prodotta nel biennio 1931-1932. Tale serie adottava infatti un nuovo carburatore Sum CK 3/500 F I, frizione bidisco a secco e freno posteriore maggiorato con ganasce da 55 mm.
Sulla quinta ed ultima serie, prodotta nel 1934, si passo ad un carburatore tipo Amal 6/406 SP (o 6/407 SP). Rispetto alle precedenti serie il motore erogava 20 CV e la velocità massima era di 112 km/h.
La produzione cessò nel 1934, per un totale di circa 7.500 esemplari. Nel 1935 fu sostituita dalla R12.